# エミック
エミック株式会社は、東京都品川区西五反田に本社を置く振動試験装置、複合環境試験装置、振動計測システムの開発・製造及び受託試験業務を行う試験装置メーカーである。

## 会社概要
1971年7月設立。1986年に社名を新日本測器株式会社から エミック株式会社に変更。
振動環境試験装置分野で国内トップクラスの納入実績を持つ。様々な環境下での振動を再現。振動に加えて温度・湿度を変化させる複合試験装置は、エレクトロニクス産業、自動車産業、航空宇宙産業等において品質の向上および新製品の開発に大いに貢献。国内のみならず米国、欧州、アジア各国にも多くの納入実績を持つ。
なお、秋葉原でSoundeviceオーディオを取り扱っていたエミックとは全く別の企業で、音響機器の取扱いがなく、このエミック株式会社とは無関係。